# Dubai International Airport
Dubai International Airport (Arabisch: مطار دبي الدولي) (IATA: DXB,ICAO: OMDB) is de belangrijkste luchthaven van Dubai. Het is een belangrijke hub in het Midden-Oosten en de thuisluchthaven voor de luchtvaartmaatschappij Emirates, dat 60% van het gehele aantal passagiers van de luchthaven vervoert. Verder is de luchthaven ook de thuisluchthaven voor de cargo-tak van Emirates: Emirates SkyCargo, en voor de low-cost luchtvaartmaatschappij Flydubai. Sinds 2013 gebruikt Qantas Dubai als hub voor vluchten tussen Australië en Londen.

## Geschiedenis
De geschiedenis van de luchthaven begint in 1937. In dat jaar opende de Britse luchtvaartmaatschappij Imperial Airways een dienst op Dubai met vliegboten. De vliegboten maakten gebruik van het water voor de kust van Dubai, Dubai Creek. De vluchten werden een paar jaar later overgenomen door BOAC. 
In 1960 werd de eerste luchthaven op land geopend. De start- en landingsbaan was niet verhard en de Douglas DC-3, of kleinere vliegtuigen, konden hiervan gebruikmaken. In 1961, het eerste volledige jaar na de opening, maakten zo’n 40.000 passagiers gebruik van de luchthaven. In de 70'er jaren werd een nieuwe terminal geopend: de huidige terminal 1. Ook werd de baan verlengd en van asfalt voorzien en kwamen er meer standplaatsen voor vliegtuigen. De oude terminal werd terminal 2. In 1984 werd een tweede landingsbaan in gebruik genomen.
In 2008 werd terminal 3 geopend die hoofdzakelijk wordt gebruikt voor vluchten van Emirates en Qantas. Terminal 1, welke vooral voor vluchten naar Europa en andere westerse landen wordt gebruikt, is evenals terminal 3 bereikbaar met de rode lijn van de metro van Dubai met elk een eigen station. Terminal 2, die vooral voor vluchten in het Midden Oosten en omgeving wordt gebruikt, is uitsluitend per bus bereikbaar vanuit Dubai.
In 2015 begon de luchthaven met een belangrijk programma om de capaciteit tot 90 miljoen passagiers te vergroten in het jaar 2018. Het aantal standplaatsen voor vliegtuigen wordt uitgebreid van 144 naar 230 en ook de capaciteit voor vracht zal bijna verdubbelen tot 4,1 miljoen ton op jaarbasis in 2020.

## Vervoerscijfers
In 2022 stond de luchthaven op vijfde plaats in de lijst van drukste luchthavens ter wereld als het gaat om aantal passagiers.Wanneer alleen internationale passagiers worden meegenomen in de berekening dan staat de luchthaven op de eerste plaats. In het eerste halfjaar van 2023 bedienden ca. 90 luchtvaartmaatschappijen 257 bestemmingen in 194 landen.
| Jaar | Totaal passagiers | Totaal vracht    | Totaal vliegtuigbewegingen |
| ---- | ----------------- | ---------------- | -------------------------- |
| 1961 | 40.000            |                  |                            |
| 1970 | 500.000           |                  |                            |
| 1980 | 2.800.000         |                  |                            |
| 1990 | 5.000.000         |                  |                            |
| 2000 | 12.300.000        | 562.591 ton      | 141.281                    |
| 2001 | 13.508.073        | 610.687 ton      | 134.165                    |
| 2002 | 15.973.391        | 764.193 ton      | 148.334                    |
| 2003 | 18.062.344        | 928.758 ton      | 168.511                    |
| 2004 | 21.711.883        | 1.111.647 ton    | 195.820                    |
| 2005 | 24.782.288        | 1.333.014 ton    | 217.165                    |
| 2006 | 28.788.726        | 1.410.963 ton    | 237.258                    |
| 2007 | 34.340.000        | 1.668.505 ton    | onbekend                   |
| 2008 | 37.441.440        | 1.824.991 ton    | 260.530                    |
| 2009 | 40.901.752        | 1.927.520 ton    | onbekend                   |
| 2010 | 47.180.628        | 2.270.498 ton    | 292.662                    |
| 2011 | 50.977.960        | 2.199.750 ton    | 326.317                    |
| 2012 | 57.684.550        | 2.279.624 ton    | 344.245                    |
| 2013 | 66.431.555        | 2.435.567 ton    | 369.953                    |
| 2014 | 70.475.636        | 2.367.574 ton    | 357.339                    |
| 2015 | 78.014.838        | 2.506.092 ton    | 406.705                    |
| 2016 | 83.654.250        | 2.592.454 ton    | 418.220                    |
| 2017 | 88.242.099        | 2,65 miljoen ton | 409.493                    |
| 2018 | 89.149.387        | 2.641.383 ton    |                            |
| 2019 | 86.396.707        |                  |                            |
| 2020 | 18.229.461        |                  |                            |
| 2021 | 29.110.609        |                  |                            |
| 2022 | 66.069.981        | 1,7 miljoen ton  | 343.339                    |